# Bourse au mérite
Pour les articles homonymes, voir Bourse.
Pour un article plus général, voir Bourse d'études.
La bourse au mérite est, en France, un mécanisme créé en 1998 par le gouvernement Lionel Jospin, dans le but d'inciter les meilleurs étudiants des milieux modestes à prolonger leurs études. Après une période d'élargissement du dispositif, la bourse a été sur le point de disparaître en 2013-2014. En 2021, elle est attribuée à tout étudiant boursier sur critères sociaux ayant obtenu une mention très bien au baccalauréat.

## Création et élargissement

### Circulaire de 1998
En France, le mécanisme de bourse au mérite a été créée en 1998, par le gouvernement de Lionel Jospin. Claude Allègre était alors ministre de l’Education nationale et Ségolène Royal ministre déléguée de l’Enseignement scolaire. Cette aide répondait à la nécessité « d'orienter des étudiants méritants issus de milieux modestes vers des concours ou des formations qu'ils n'auraient pas spontanément envisagé de préparer et de leur donner les moyens matériels et moraux d'entreprendre un cursus long » (circulaire no 2000-111 en date du 24 juillet 2000). Le premier dispositif visait à aider les étudiants modestes à l'École nationale d'administration (ENA) ou à l'École nationale de la magistrature, ou dans une grande école scientifique, ou à suivre des études de médecine (1er et 2d cycles des études médicales).

### Élargissement du mécanisme
À compter de la rentrée 2001, ces bourses de mérite ont été étendues aux étudiants souhaitant se présenter dans les grandes écoles littéraires, scientifiques, ou de sciences humaines. Jack Lang est alors ministre de l'Education nationale.
Le dispositif est ensuite généralisé sous le quinquennat de Nicolas Sarkozy. Valérie Pécresse instaure une bourse au mérite de 200 € par mois pour tout lycéen boursier ayant obtenu la mention très bien au baccalauréat. Cette dernière est valable les trois années de licence. Un dispositif complémentaire est créé en master pour « les lauréats étudiants, identifiés par les universités comme appartenant aux 5 % des meilleurs de leur licence ».

## Remise en cause du mécanisme

### Projet gouvernemental de l'été 2013
À l'été 2013, le gouvernement français affirme son souhait de mettre un terme au dispositif de bourse au mérite. Face aux nombreuses réactions, le dispositif bénéficie d'un sursis d'un an avant une refonte globale des bourses sur critères sociaux.

### Circulaire de l'été 2014
Le 24 juillet 2014, la Ministre de l'Education nationale publie la circulaire no 2014-0010 au bulletin officiel du ministère de l’Education nationale. Cette circulaire vise à maintenir la bourse au mérite pour les seuls bénéficiaires existants. De fait, les nouveaux bacheliers ayant obtenu la mention « Très bien » sont exclus du dispositif.

### Structuration de l'opposition
Dès l'annonce de la suppression de la bourse au mérite, des étudiants se retrouvent derrière une page Facebook « Touche pas à ma bourse, je la mérite » animée notamment par Antoine Vermorel, élève de SciencesPo Paris et bénéficiaire de la bourse au mérite. Le collectif étudiant se structure rapidement et lance une pétition sur change.org qui dépasse les 10 000 signataires.
Le 29 août 2014, les étudiants organisent une conférence de presse à la mairie du 5e arrondissement de Paris en présence de Yves Jégo, Joëlle Garriaud-Maylam, Nathalie Goulet, et de Florence Berthout. Le 6 septembre, le collectif se structure et fonde une association.
Une délégation d'étudiants menée par Antoine Vermorel se rend à la Commission européenne en octobre 2014 en amont de l’audition du futur Commissaire européen en charge de l’Education. L’objectif de cette visite a pour but de demander la création d’une bourse au mérite européenne en saisissant toutes les parties intéressées avant le vote de confirmation de la nouvelle Commission par le Parlement le 21 octobre 2014. Michel Barnier, alors commissaire européen français, reçoit la délégation d'étudiants.

### Recours administratif et suspension de la circulaire
L'association, présidée par Antoine Vermorel, dépose un recours administratif contre la circulaire no 2014-0010 en vue d'obtenir son annulation. Le référé suspension défendu par l'avocat Henri de Beauregard est examiné par le Conseil d'État début octobre. Le 17 octobre, la plus haute juridiction administrative suspend la circulaire no 2014-0010 estimant « qu’il y avait un doute sérieux sur la légalité de cette partie de la circulaire attaquée et que son exécution, privant des étudiants d’une part substantielle de leurs ressources, créait une situation d’urgence justifiant que, sur ce point, cette circulaire ne soit pas appliquée en attendant que le Conseil d’État se prononce sur sa légalité. »

### Difficultés du versement de la bourse au mérite
Fin novembre 2014, l'association « Touche pas à ma bourse, je la mérite » dénonce l'absence de versement de la bourse au mérite. Dans un communiqué, les étudiants déclarent : « la bourse au mérite promise par le ministre de l'Éducation à la suite de la décision du Conseil d'État n'a toujours pas été versée, les mettant dans une situation grave et pénible. En effet, cette bourse au mérite ne leur a plus été versée depuis début septembre. C'est-à-dire que tous ces étudiants attendent environ 800 euros, ce qui est une somme considérable pour eux. »

### Décret du 28 février 2015
Le 28 février, le gouvernement publie un nouveau décret divisant par deux le montant de la bourse au mérite.

## Dispositif actuel
En 2021, l'aide au mérite est attribuée à tout étudiant boursier sur critères sociaux ayant obtenu une mention très bien au baccalauréat. Elle est d'un montant de 900 € par an, pendant trois ans maximum.